# Edmond Van Moer
Edmond Van Moer, född 21 juli 1875, var en belgisk bågskytt. 
Van Moer deltog vid olympiska sommarspelen 1920, där han tog tre guld.